# Ruta Estatal de Nevada 360
La Ruta Estatal de Nevada 360, y abreviada SR 360 (en inglés: Nevada State Route 360) es una carretera estatal estadounidense ubicada en el estado de Nevada. La carretera inicia en el Sur desde la US 6     en Basalt hacia el Norte en la US 95     en Mina. La carretera tiene una longitud de 37,4 km (23.245 mi).

## Mantenimiento
Al igual que las autopistas interestatales, y las rutas federales y el resto de carreteras estatales, la Ruta Estatal de Nevada 360 es administrada y mantenida por el Departamento de Transporte de Nevada por sus siglas en inglés Nevada DOT.